# 妪鳞鲀
妪鳞鲀或姬鱗魨，商品名为女王炮弹或蓝纹弹，为分布于大西洋热带浅海的一种鳞鲀。其体色大致呈橄榄色，眼睛下方的面部与胸鳍下方为橙色，嘴部周围有电蓝色花纹。该鱼主要栖息于珊瑚礁或是岩质海床，猎物多为带硬壳的无脊椎动物。其在繁殖时会用鱼鳍挖掘沙穴并在其中产卵，此后会看护鱼卵直至孵化，期间该鱼会变得极其好斗，甚至可能咬伤潜水员。该鱼可作为观赏鱼饲养，而在拉丁美洲加勒比海沿岸也是食用鱼。目前其在加勒比海的种群较为稳定，但几内亚湾和巴西水域的种群均因过度捕捞而大幅下降。

## 物种命名
妪鳞鲀的属名源自于拉丁语，意为投射机，得名于该鱼较短的第二背棘可控制另一根较长背棘的活动，类似于投射机的扳机。其种加词“vetula”则源自于古巴西班牙语的，意为老妇。该种加词的起源有两种不同的假说。其一认为该种加词源自当时以与女性有关的方言词汇命名大型鱼类的传统，而另一假说则称其得名于被捕获时发出的咕哝声。

## 外貌描述

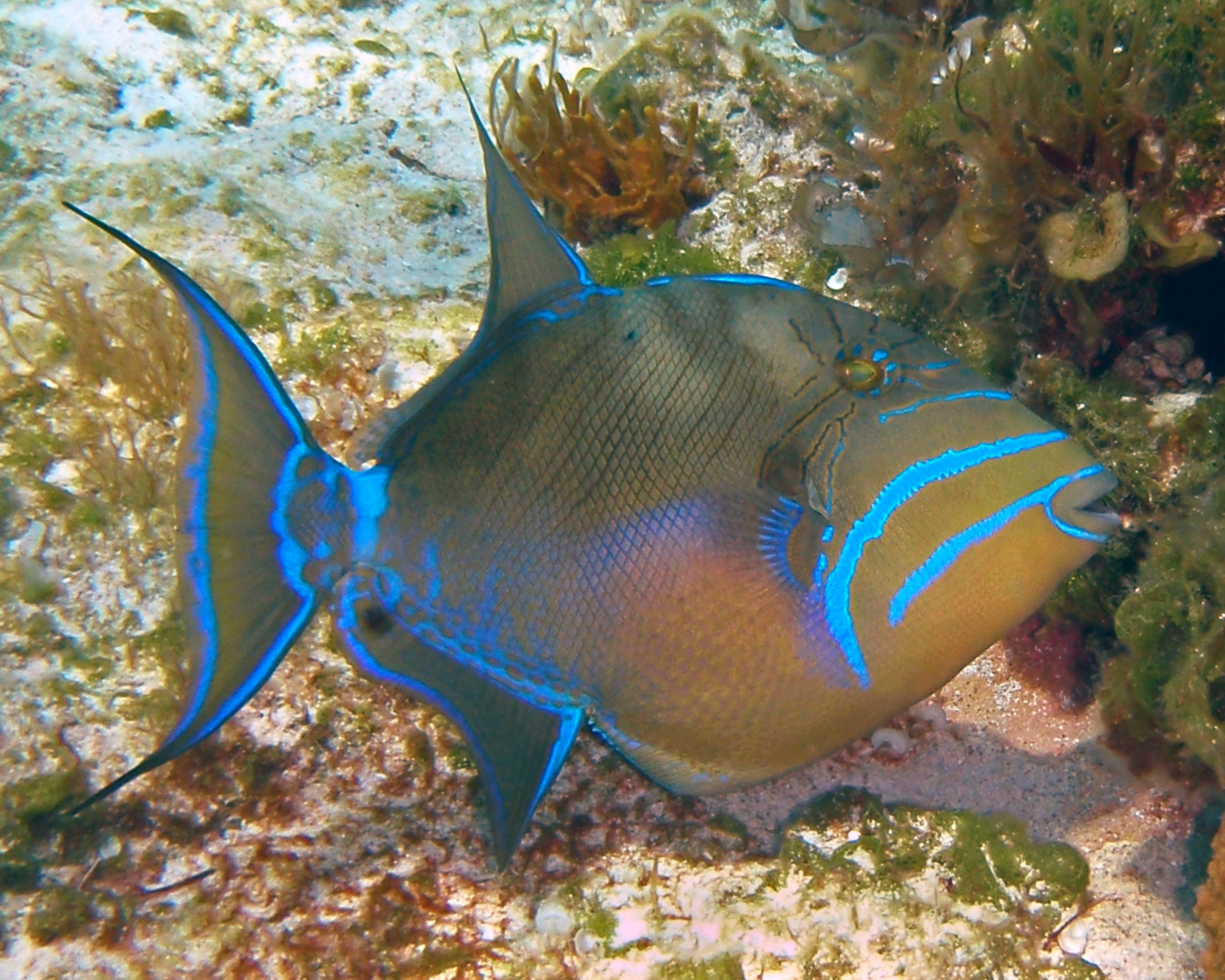
巴哈马的一条妪鳞鲀，注意其嘴部周围的电蓝色花纹和尾部的蓝色竖纹

妪鳞鲀体型椭圆，身形侧扁，眼较小且位置靠上。其第一片背鳍有两根棘刺，可在夜间将该鱼固定在石缝中，也可防止天敌将其整个吞下。第二对背鳍相当长，呈三角形，尾鳍呈新月形。其嘴小，但下颚相当强壮，内有极为锋利的牙齿。其胸鳍前有薄膜，可用于制造噪音以警告其他鱼远离。成年妪鳞鲀大致体色为铁灰色至橄榄绿色，但眼睛下方的面部以及胸鳍下方为橙黄色，嘴部周围有电蓝色花纹，亦有深蓝色花纹自眼睛周围辐射而出，尾柄上也有一道蓝色竖纹。幼年妪鳞鲀与成鱼外貌相仿，但颜色相对黯淡。妪鳞鲀通常可长到约45厘米，雄鱼稍小于雌鱼。该鱼可改变颜色以匹配周围环境，而在紧张时亦有可能变色。

## 物种分布
妪鳞鲀分布于大西洋水域。其在东大西洋的分布范围北至加拿大与马萨诸塞州，南至巴西水域；在西大西洋该鱼则分布于亚速尔群岛至安哥拉南部之间的水域。

## 生态与习性

### 栖息地

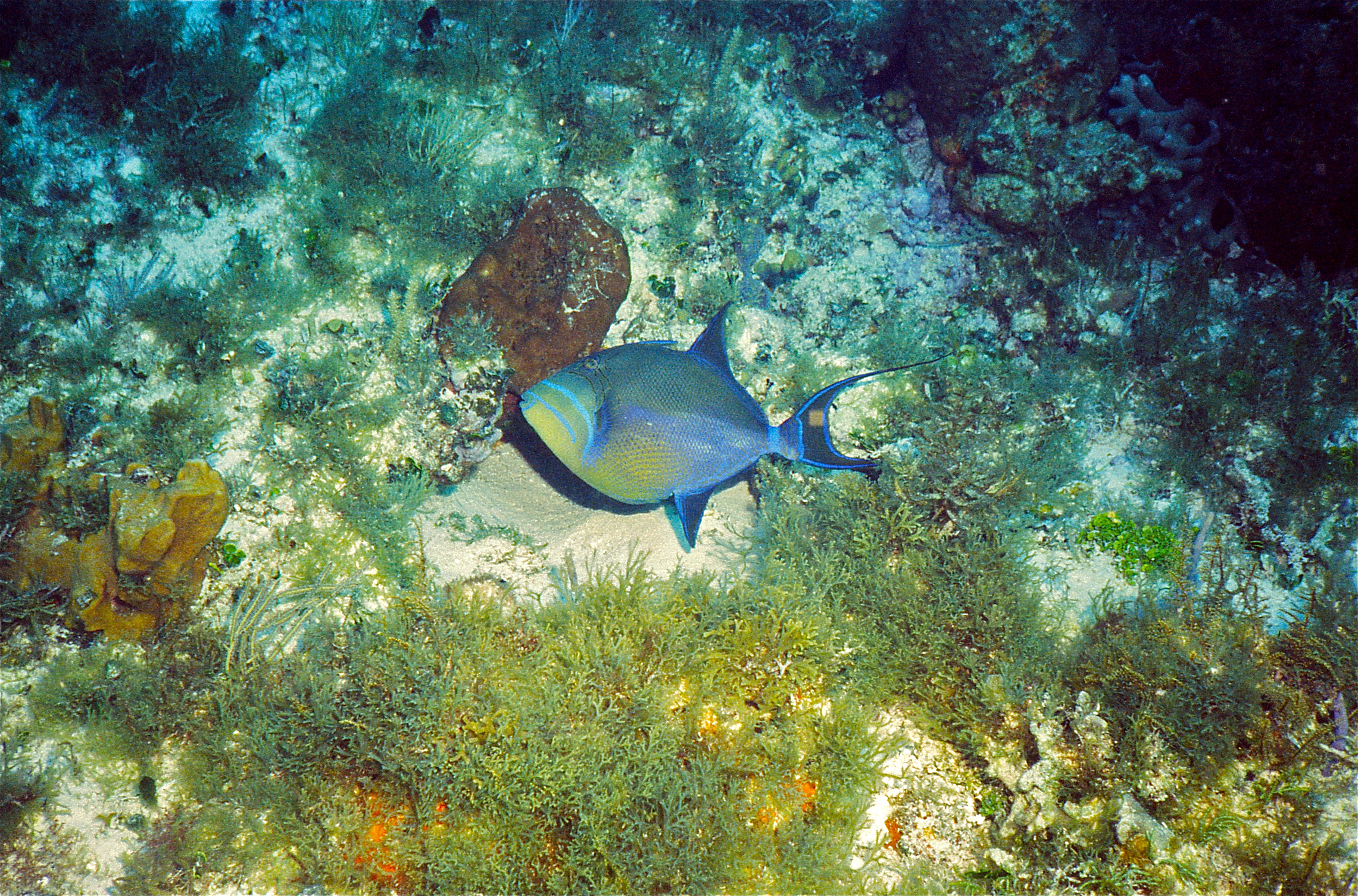
珊瑚礁中的一条妪鳞鲀，摄于墨西哥科苏梅尔岛

妪鳞鲀主要栖息于岩质海床上方或是珊瑚礁中，偶尔也出没于沙质海床或是海藻床上方，水深最深为275米，但其最常见于不深于30米的浅海。

### 食性

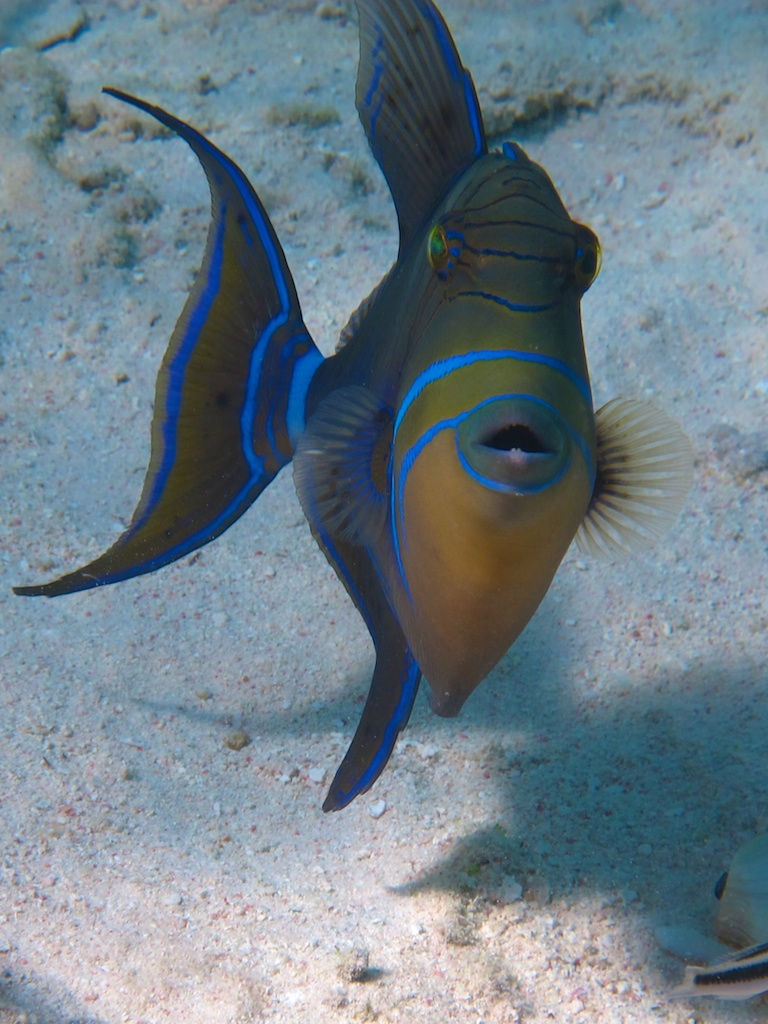
妪鳞鲀正面照，其口中的锋利门牙可用于粉碎猎物的硬壳

妪鳞鲀主要以海胆、蟹与石鳖为食，也会捕食小鱼、虾、螺类与贝类。当捕食小鱼等快速游动的猎物时，妪鳞鲀会直接将其吸入嘴中。如猎物带有硬壳，该鱼会则会反复啮咬目标以咬碎其外壳。此外，有时妪鳞鲀会将猎物吞入口中再吐出来以调整啮咬的角度或是拣出不可食用的部分。

### 生命周期
妪鳞鲀全年均可繁殖，较大的雌性个体可在一年中产卵80余次，大部分繁殖行为集中于满月后数日。该鱼在繁殖期会洄游至特定的产卵场。该鱼繁殖时会用鱼鳍在海床上挖出一处沙坑并在其中产卵。此后，亲鱼会照料鱼卵直至孵化，并会攻击靠近的其他动物。孵化后的鱼苗会在海水中浮游。雌性个体平均在4岁时性成熟，此时体长约25厘米，雄性个体则平均在2.7岁时性成熟，此时体长约21厘米。对于该鱼的最大寿命目前尚无定论，20世纪80年代的分析认为该鱼最大寿命为7岁，但2011年有巴西学者根据其背鳍棘刺发育情况推测该鱼可活至14岁，而基于其体内碳-14浓度的推算则认为其寿命可达40岁。

### 天敌与寄生虫
妪鳞鲀的天敌主要为大型掠食性鱼类，如石斑鱼、鲹和鲨鱼。其寄生虫包括数种缩头水虱、桡脚类、线虫、绦虫、吸虫以及水蛭。

## 与人类的关系
通常妪鳞鲀相当害羞，遭遇潜水员时一般会立刻逃离。然而，护卵的妪鳞鲀性格相当暴躁，会主动攻击靠近的潜水员，并可造成严重咬伤。
此外，有说法认为古巴的猪湾即得名于此鱼的西班牙语俗名。

### 作为观赏鱼

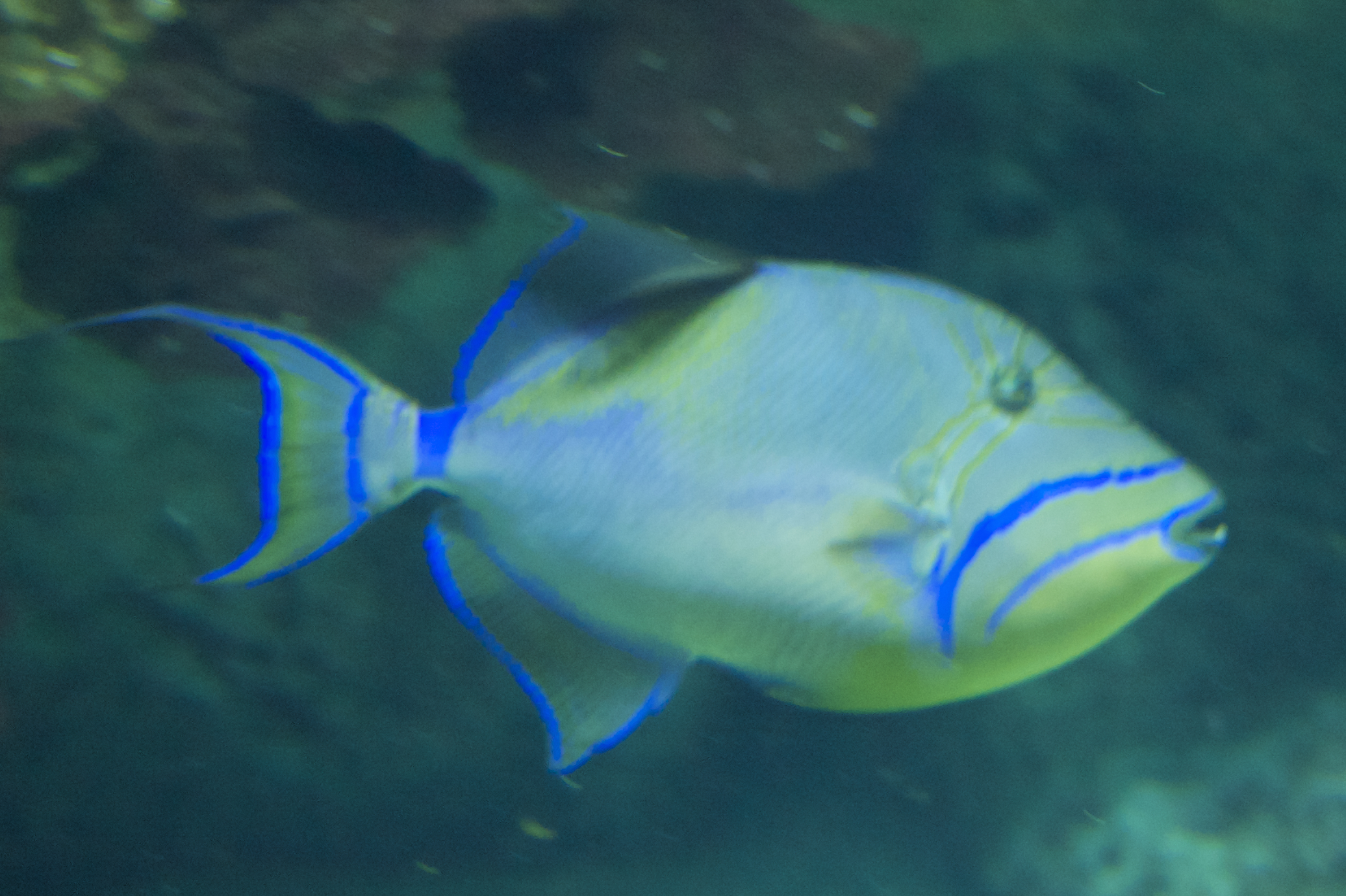
国家水族馆巴尔的摩分馆饲养的一尾妪鳞鲀

妪鳞鲀可作为观赏鱼饲养，商品名为女王炮弹或蓝纹弹。市面上出售的个体多捕捉自加勒比海。由于其体型较大且脾气暴躁，一般仅有公共水族馆会饲养此鱼，私人养殖极少。

### 作为食用鱼
妪鳞鲀在拉丁美洲加勒比海沿岸是重要的食用鱼，渔民多以地笼或是钓竿捕捉此鱼。该鱼亦是商业延绳捕鱼的兼捕。然而，该鱼脏器内可能蓄积有雪卡毒素。

### 种群保育
妪鳞鲀的种群有下降趋势，主要原因为过度捕捞，在巴西和几内亚湾水域尤甚。自1980年代至今，该鱼在这两片水域的种群均减少了超过九成。与之相比，该鱼在加勒比海水域所面临的压力较小。加勒比海不仅对该鱼的商业捕捞较少，波多黎各和美属维尔京群岛政府亦在规划对妪鳞鲀的繁殖水域实施禁捕。总而言之，虽然部分水域该鱼种群有显著下降，但整体幅度较低，IUCN将其评为“近危”。